# Home Free
A Home Free Dan Fogelberg amerikai énekes, zenész és zeneszerző első, bemutatkozó albuma, amely 1972-ben jelent meg. A lemez több mint egymillió eladott példányával később platinalemez lett, de ez csak Fogelberg karrierjének felívelésével következett be; az eredeti kiadás meglehetősen érdektelen fogadtatásban részesült.

## Az album dalai
Az összes dal szerzője Dan Fogelberg.
1. To the Morning – 6:34
2. Stars – 3:30
3. More Than Ever – 5:14
4. Be on Your Way – 3:24
5. Hickory Grove – 4:40
6. Long Way Home (Live in the Country) – 5:31
7. Looking for a Lady – 2:58
8. Anyway I Love You – 3:50
9. Wysteria – 4:03
10. The River – 7:13

## Előadók
- Dan Fogelberg – orgona, akusztikus gitár, gitár, zongora, elektromos gitár, billentyűsök, ének, szintetizátor
- David Briggs – orgona, zongora
- Kenneth A. Buttrey – ütőhangszerek, dob
- Farrell Morris – ütőhangszerek, vibrafon
- Weldon Myrick – dobro, gitár, pedal steel gitár
- Norbert Putnam – basszusgitár, cselló
- Buddy Spicher – hegedű, brácsa
- Glen Spreen – vonósok

## Közreműködők
- Producer: Norbert Putnam
- Hangmérnökök: Gene Eichelberger, Lee Hazen
- Fotó: Kenneth A. Buttrey